# بحران ۲۰۲۱ قانون اساسی ساموآ
بحران قانون اساسی ساموآ (انگلیسی: 2021 Samoan constitutional crisis) به دنبال برگزاری انتخابات در ۲۲ مه هنگامی‌ که فیامه نائومی ماتاآفا با مخالفت نخست‌وزیر ساموآ تویلایپا ایونو سایلیل مالیلیجاوی مواجه شد و پیروزی وی را نپذیرفت، ایجاد شد. فیامه نائومی ماتاآفا در ۲۴ مه پس از اینکه نتوانست وارد ساختمان پارلمان در شهر آپیا پایتخت ساموآ شود، در حیاط پارلمان اقدام به ادای سوگند نخست‌وزیری کرد.

## سابقه
به دنبال انتخابات ۹ آوریل ۲۰۲۱ که منجر به تساوی ۲۵–۲۵بین حزب حاکم یعنی حزب حمایت از حقوق بشر (HRPP) به رهبری نخست‌وزیر ساموآ، تویلایپا ایونو سایلیل مالیلیجاوی و حزب ایمان به خدای یگانه ساموآ (حزب اف آ اس تی) به رهبری فیامه نائومی ماتاآفا گردید، و یک کرسی باقی مانده در مجلس که توسط توآلا ایوسفو پونیفاسیو سیاستمدار مستقل اشغال شد. در ۲۰ آوریل ۲۰۲۱، کمیسیون انتخابات ساموآ عالی ایمالیمانو آلوفا تووو از حزب حمایت از حقوق بشر را به دلیل الزام به داشتن حداقل ۱۰٪ از کرسی‌های پارلمان توسط زنان، به عنوان یک کرسی اضافی انتخاب کرد و تووو به عنوان نامزد زن به سختی انتخاب شد. روز بعد پونیفاسیو اعلام کرد به حزب تحت رهبری فیامه نائومی ماتاآفا می‌پیوندد و باعث تساوی ۲۶–۲۶ شد. عصر روز ۴ مه، حزب الائو و مالو قصد انحلال پارلمان را داشت و دستور داد انتخابات جدیدی برای ۲۱ مه برگزار شود. و در این خصوص نامه ای برای انتخابات جدید در ۵ مه ۲۰۲۱صادر شد.